# Formel 1 2002
Formel 1 2002 var den 56. sæson af FIA's Formel 1-verdensmesterskab. Sæsonen startede 3. marts og blev afsluttet 13. oktober. 24 kørere og 12 konstruktører konkurrerede over 17 løb om verdensmesterskabstitlen i henholdsvis kørermesterskabet og konstruktørmesterskabet. 
Sæsonen blev fuldstændig domineret af Ferrari-teamet og Michael Schumacher, der ret hurtigt i sæsonen gjorde det klart, at de øvrige kørere reelt højst kunne nå andenpladsen. Schumacher sluttede på første- eller andenpladsen, bortset fra i Malaysia, hvor han blev nummer tre. Med 11 sejre satte han rekord for flest sejre i en sæson indtil da; den hidtidige rekord var ni sejre til en kører. Han satte også rekord for at være hurtigst til definitivt at sikre sig sejren, da han ikke længere kunne indhentes, da der manglede seks løb. Mesterskabet blev vundet med et forspring på 67 point til nummer to, holdkammeraten Rubens Barrichello, også rekord på det tidspunkt. Ferrari var så dominerende i sæsonen, at de to kørere opnåede lige så mange point som samtlige de øvrige holds kørere tilsammen.

## Opsummering af sæsonen

### Løbskalender og resultatsammendrag
| Runde | Løb                        | Dato          | Bane                      | Vinder             | Konstruktør      | Dæk | Pole position      | Hurtigste omgang   | Rapport |
| ----- | -------------------------- | ------------- | ------------------------- | ------------------ | ---------------- | --- | ------------------ | ------------------ | ------- |
| 1     | Australiens Grand Prix     | 3. marts      | Melbourne                 | Michael Schumacher | Ferrari          | B   | Rubens Barrichello | Kimi Räikkönen     | Rapport |
| 2     | Malaysias Grand Prix       | 17. marts     | Sepang                    | Ralf Schumacher    | Williams-BMW     | M   | Michael Schumacher | Juan Pablo Montoya | Rapport |
| 3     | Brasiliens Grand Prix      | 31. marts     | Interlagos                | Michael Schumacher | Ferrari          | B   | Juan Pablo Montoya | Juan Pablo Montoya | Rapport |
| 4     | San Marinos Grand Prix     | 14. april     | Imola                     | Michael Schumacher | Ferrari          | B   | Michael Schumacher | Rubens Barrichello | Rapport |
| 5     | Spaniens Grand Prix        | 28. april     | Circuit de Catalunya      | Michael Schumacher | Ferrari          | B   | Michael Schumacher | Michael Schumacher | Rapport |
| 6     | Østrigs Grand Prix         | 12. maj       | A1-Ring                   | Michael Schumacher | Ferrari          | B   | Rubens Barrichello | Michael Schumacher | Rapport |
| 7     | Monacos Grand Prix         | 26. maj       | Circuit de Monaco         | David Coulthard    | McLaren-Mercedes | M   | Juan Pablo Montoya | Rubens Barrichello | Rapport |
| 8     | Canadas Grand Prix         | 9. juni       | Circuit Gilles Villeneuve | Michael Schumacher | Ferrari          | B   | Juan Pablo Montoya | Juan Pablo Montoya | Rapport |
| 9     | Europas Grand Prix         | 23. juni      | Nürburgring               | Rubens Barrichello | Ferrari          | B   | Juan Pablo Montoya | Michael Schumacher | Rapport |
| 10    | Storbritanniens Grand Prix | 7. juli       | Silverstone               | Michael Schumacher | Ferrari          | B   | Juan Pablo Montoya | Rubens Barrichello | Rapport |
| 11    | Frankrigs Grand Prix       | 21. juli      | Magny-Cours               | Michael Schumacher | Ferrari          | B   | Juan Pablo Montoya | David Coulthard    | Rapport |
| 12    | Tysklands Grand Prix       | 28. juli      | Hockenheimring            | Michael Schumacher | Ferrari          | B   | Michael Schumacher | Michael Schumacher | Rapport |
| 13    | Ungarns Grand Prix         | 18. august    | Hungaroring               | Rubens Barrichello | Ferrari          | B   | Rubens Barrichello | Michael Schumacher | Rapport |
| 14    | Belgiens Grand Prix        | 1. september  | Spa-Francorchamps         | Michael Schumacher | Ferrari          | B   | Michael Schumacher | Michael Schumacher | Rapport |
| 15    | Italiens Grand Prix        | 15. september | Monza                     | Rubens Barrichello | Ferrari          | B   | Juan Pablo Montoya | Rubens Barrichello | Rapport |
| 16    | USA's Grand Prix           | 29. september | Indianapolis              | Rubens Barrichello | Ferrari          | B   | Michael Schumacher | Rubens Barrichello | Rapport |
| 17    | Japans Grand Prix          | 13. oktober   | Suzuka                    | Michael Schumacher | Ferrari          | B   | Michael Schumacher | Michael Schumacher | Rapport |

| Sport | Spire Denne artikel om sport er en spire som bør udbygges. Du er velkommen til at hjælpe Wikipedia ved at udvide den. |